# Differenziazione nei motori di ricerca
Con il termine differenziazione nei motori di ricerca (in inglese Search Engine differentiation, in acronimo SED) si intendono tutte quelle attività volte a migliorare la riconoscibilità dovuta alla differenziazione, di un documento presente in un sito web da parte degli utenti dei motori di ricerca, e dal motore di ricerca stesso in primis Google. Il processo di ottimizzazione SED, punta a favorire l’aumento del traffico di ritorno e diretto, a favorire l’associazione di un’entità ad una query di categoria da parte del motore di ricerca, e a migliorare, con l’indicazione della navigazione da parte degli utenti, le proprie Search engine results page classificandole per intento.
La SED è il processo che rende più efficace la seo rendendo più riconoscibili le risorse e dunque utile all’attuale evoluzione delle serp dei motori di ricerca. La SED è un processo in cui intervengono oltre alle classiche operatività seo, elementi come il posizionamento della marca, percorso decisionale d’acquisto (in inglese buyer decision process) e può essere applicato con tecniche di copywriting, come ad esempio il modello PAS, e strutturando i contenuti con metodologie diversificate in base al modello di positioning. Il tutto utile al fine di intercettare persone sia in condizione di bassa o nulla, che di elevata concorrenza. 

## Descrizione generale
È chiaro che gli elementi più utili della SED, che la differenziano da qualunque altra strategia di web marketing esistente, perché delinea i limiti di un processo fatto di operatività, sono lo studio del brand positioning e la sua applicazione alla operatività classica seo, e l'inserimento del processo decisionale d'acquisto nella keyword research. Questo perché da una parte il posizionamento, realizzabile in diverse varianti, consente di studiare il mercato in modo da trovare una caratteristica propria che sia dimostrabile, rilevante e non utilizzata dai concorrenti. E dall'altra il percorso decisionale d'acquisto consente di evidenziare in modo più chiaro, i passaggi in cui una persona prende consapevolezza di un bisogno. 
Questo perché, una caratteristica distintiva rilevante, ha uno o più benefici per una persona. Identificandola e iniziandola a comunicare ancor prima della fase denominata "riconoscimento del bisogno", il marchio si trova nella condizione di poter creare contenuti rilevanti in serp a bassa concorrenza diretta.

### Esempio SED
Un esempio puramente indicativo potrebbe essere la "curcuma", che è proposta nel mercato in diversi formati, e porta con sé diversi effetti benefici alcuni consequenziali. Solitamente, la concorrenza più elevata si riscontra nelle parole chiave dove il sentiment verso il bisogno è simile agli altri, ma il pubblico è più ampio, lasciando scoperti dei mercati. Continuando con l'esempio, il prodotto indicato ha come caratteristiche benefiche quello di agevolare la digestione e in modo consequenziale di far perdere peso. Ma ha anche il beneficio di depurare dalle tossine. Tutta la concorrenza, si scontra nelle stesse serp, che sono quelle rappresentative del prodotto (curcuma) e della caratteristica con target più ampio (dimagrimento). E non si tiene conto, se non in modo puramente casuale limitato e poco rilevante, di rispondere alle domande degli utenti nella fase precedente al riconoscimento del bisogno di altre caratteristiche come "agevolare la digestione e depurare dalle tossine". 
Utilizzando la SED, si potrebbero intercettare gli utenti a partire da un bisogno latente per continuare con le fasi Need-recognition intent e Information search intent, in modo più rilevante e visibile rispetto alla concorrenza. Ovvero verso quelle persone che non conoscono la causa di determinati sintomi, o ne conoscono la causa e cercano una soluzione. Lavorando in questo modo potremmo avere un risultato simile al seguente:
- Keyword ad alta concorrenza (tutti i concorrenti si scontrano sulla stessa caratteristica allo stesso modo, eccetto il marchio differenziato)
- Keyword a bassa concorrenza (qualche concorrente si scontra sulla senza una caratteristica rilevante allo stesso modo, eccetto il marchio differenziato)
- Keyword a bassa concorrenza diretta[2] (pochissimi concorrenti diretti si scontrano senza una caratteristica rilevante allo stesso modo, eccetto il marchio differenziato)
- Keyword senza concorrenza diretta (nessun concorrente diretto intercetta quell'argomento)

Iniziando a mostrarsi al pubblico dei motori di ricerca in questo modo, si risponde in modo più chiaro a una singola query informativa, in una probabile condizione di quasi assenza di concorrenti diretti che comunque si mostrano allo stesso modo. E agevolare nelle eventuali sessioni di ricerca successive dell'utente, più a carattere commerciale, il riconoscimento del marchio e/o la ricerca diretta del marchio.

### La modifica nel processo seo
Inserendo nel processo di ottimizzazione il posizionamento del marchio, la risposta al bisogno latente e 4 step del processo decisionale d'acquisto si è assistito, in modo assolutamente naturale, alla modifica di un punto cardine sella seo, ovvero la keyword research che diventa Key Research² perché passa dall'essere costituita da 2 o 3 intenti di ricerca a 4 o 5 intenti.

### Obiettivi e vantaggi della SED
L'obiettivo principale della SED, è quello di agevolare la conquista della leadership in un mercato rappresentato da parole chiave e più in generale attraverso le diverse esperienze offerte agli utenti dai motori di ricerca. Grazie alla differenziazione dei documenti web e al crescente riconoscimento da parte del pubblico, si può assistere da un lato all'aumento dei volumi di ricerca e di traffico diretto verso un sito web. E dall'altro a una migliore catalogazione da parte del motore di ricerca di una determinata entità, in una corrispondente categoria di parole chiave. Grazie alle tecniche di differenziazione SED è possibile ottenere un miglioramento:
- nel posizionamento (ranking) di più motori di ricerca verticali contemporaneamente (video, immagini, organici, mappe)
- nella notorietà del marchio (conoscenza di marca)
- nell’integrare tale strategia di differenziazione come elemento centrale e utile a fornire spunti e contenuti a altre strategie di web marketing come social media marketing, search engine marketing, positioning e tutti i sottoinsiemi della gestione del marchio
- nel traffico diretto indicato da Google Analytics (privo di concorrenza diretta)
- nel traffico organico a bassa, media e alta concorrenza diretta
- nel traffico senza concorrenza diretta
- nella comprensione e associazione da parte del motore di ricerca dell’entity in quanto marchio o prodotto rilevante per una determinata query.

L’utilizzo sempre crescente di dispositivi mobile, sta facendo evolvere i motori di ricerca (modificati nella loro struttura e nell’usabilità) nella direzione utile ad offrire agli utenti una maggiore quantità di annunci sotto forma di esperienze diversificate in un'unica classifica. Tale evoluzione, sta offrendo l’opportunità a siti web e attività che hanno un posizionamento minore, di ottenere più visibilità organica. Ciò comporta per le stesse attività, una competizione maggiore all’interno di una singola query di ricerca e il bisogno crescente di mostrare la propria unicità sia ad un target ampio sia ad uno specifico, e di intercettare traffico organico su query laterali e non per forza strettamente correlate semanticamente.

## Elementi SED
Gli elementi operativi della differenziazione nei motori di ricerca sono:
- SEO
- BRAND POSITIONING
- BUYER DECISION PROCESS

### Elemento differenziante e caratteristica unicaKey research²
Per creare una pagina web utile a dare la risposta corretta all'utente dei motori di ricerca, nella classica keyword research utilizzata dalla seo, si crea l'elenco delle parole chiave osservando le serp e le pagine web presenti nelle stesse, al fine di creare un elenco di parole chiave utile a strutturare un sito web ricalcando le risorse già presenti. Nella Key Research² si crea un elenco di parole chiave, in base al livello di consapevolezza che ha una persona rispetto ad un bisogno da soddisfare in relazione alla caratteristica distintiva. Di conseguenza, mentre la seo per ottimizzare una risorsa ha bisogno dell’analisi del motore di ricerca, la SED ha bisogno di conoscere quali sono i bisogni che potrebbero essere soddisfatti e le caratteristiche di un prodotto. 

### Si passa da 2 o 3 a 4 o 5 intenti di ricerca
È consuetudine tra le attività seo classiche, di suddividere la keyword research in 2 intenti (intento informativo e intento commerciale) o 3 intenti (navigazionale, transazionale e informativo). Tali classificazione seppur corrette sono molto limitante in fase di realizzazione di un piano editoriale utile a produrre contenuti rilevanti atti a intercettare un target specifico per soddisfare un bisogno in assenza o quasi di concorrenza. È noto come, all’interno di una singola query di ricerca, si celino diversi intenti, motivazioni che spingono l’utente a digitare una parola nel motore di ricerca.
Le classificazioni a 2 e 3 intenti, nascono dall’osservazione del modo in cui interagiscono gli utenti con il motore di ricerca “in base a ciò che è in esso contenuto”. E non all’osservazione del perché e del cosa, gli utenti si aspetterebbero di trovare nel motore di ricerca in base al proprio bisogno consapevole. Inoltre le keyword research a 2 o 3 intenti, non tengono conto di un ecosistema digitale e non, molto più ampio e ormai strettamente correlato. Ma soprattutto, sono limitanti in quanto non consentono di sfruttare correttamente, delle query laterali e non strettamente correlate semanticamente, che nella semantica vengono definite poco rilevanti ma che in effetti lo sono per natura stessa del prodotto/soluzione. Che spesso vengono lasciate al caso sia dal motore di ricerca (che compone le serp con poche risorse o poco pertinenti). Sia dai siti web che non le sfruttano affatto e/o correttamente, al fine di migliorare il posizionamento, aumentare il traffico, la notorietà del marchio e la monetizzazione. Tali chiavi di ricerca, spesso erroneamente vengono accorpate nella keyword research alle long tail, ma differiscono palesemente da esse perché appartenenti a un mercato laterale molto pertinente.

### Differenza key research SED e SEO

#### Keyword researchSEO
- Commercial intent: ricerche formulate da chi vuole acquistare o farsi influenzare nell'acquisto.
- Informational intent: ricerche formulate da chi, non conosce la soluzione, conosce la soluzione, ne ricerca alternative e vuole farsi influenzare nell'acquisto.

#### Key Research² SED
- Purchase decision intent: ricerche formulate da chi vuole completare un acquisto.
- Evaluation of alternatives intent:  ricerche formulate da chi vuole farsi influenzare nelle scelte d'acquisto
- Information search intent: ricerche formulate da chi conosce la soluzione
- Need-recognition intent: ricerche formulate da chi non conosce la soluzione.
- Latent intent: ricerche formulate da persone che potrebbero avere un bisogno ma non mostrano consapevolezza

Secondo la gerarchia di Maslow, solo quando una persona ha soddisfatto i bisogni in una certa fase, può passare alla fase successiva. Dalla classificazione precedente, si evincono dei forti limiti della classica keyword research proprio in tal senso:
- intenti non chiari su alcune keyword che accorpano diversi tipi di query, cosa che crea ambiguità in serp e nei siti web
- potenziale cliente intercettato quando già conosce la soluzione, e oltre ad essere keyword ad alta competizione, quando una persona già conosce una soluzione, difficilmente cambia idea se non attratto da qualcosa percepito con più sicurezza.
- keyword laterali rilevanti per il pubblico completamente assenti o intercettate in modo generico e senza rilevanza.

La Key Research² invece, nasce proprio per sfruttare queste ambiguità delle serp dei motori di ricerca e dei contenuti delle risorse web, e basandosi su 4 dei 5 elementi del processo decisionale d’acquisto di una persona:
- consente di creare contenuti in una risorsa web utili ad offrire la miglior risposta ad una persona in relazione al livello di consapevolezza del bisogno
- consente di creare contenuti in una risorsa web utili ad offrire al motore di ricerca la miglior risposta in relazione ad una query laterale più precisa e priva di ambiguità d'intenti.
- aiuta la strutturazione di contenuti all’interno di un piano editoriale
- agevola il viaggio di un utente attraverso tutto il processo decisionale d'acquisto e/o soddisfazione del bisogno
- Consente di intercettare utenti  che potrebbero avere un bisogno ma non mostrano consapevolezza

## Struttura del sito web
La struttura del sito web rimane pressoché invariata nella SED, l’ottimizzazione delle pagine e la categorizzazione è simile nell’operatività, e diversi modelli di strutturali possono essere utilizzati in base al tipo di posizionamento utilizzato. Ciò che cambia in tutte le varianti strutturali è:
- comunicazione del positioning in ogni punto di contatto (Customer journey) visivo (testi, immagini, video) o uditivo (podcast, dispositivi che si prestano alla vocal search) con l’utente
- presenza e ottimizzazione obbligatoria (ove necessaria) di ogni tipo di contenuto in singole pagine (immagini, video, testi, pdf, podcast)
- categorizzazione più ampia nello stesso dominio, in domini esterni e/o sottodomini e/o sottocartelle

### Struttura dei contenuti
Non tutti gli articoli devono avere la stessa struttura e lo stesso internal linking. 
Gli articoli che rispondono al Need-recognition intent, potrebbero essere strutturati ad esempio come segue:
- Problem: dare una risposta
- Agitate: Agitazione del problema
- Solution: Offerta della soluzione
- call to action: (link a Information search intent)

Visto che in questa fase, un utente probabilmente non è propenso all’acquisto, la SED dunque cerca di soddisfare unicamente il bisogno senza compiere forzature. 
Gli articoli che rispondono all'Information search intent, potrebbero essere strutturati come segue:
- Problem: risposta e ricalco del problema
- Agitate: Agitazione del problema
- Solution: Offerta della soluzione gratis
- Call to action: (link a Evaluation of alternatives intent o Purchase decision intent)

In questa fase del processo decisionale d'acquisto, la risorsa web viene visitata sia dalle persone che provengono dal funnel con latent intent e Need-recognition intent, che da persone che già conoscono il problema Evaluation of alternatives intent. Sempre perché in questa fase la nostra conoscenza di marca verso l’utente potrebbe non essere ai massimi livelli, bisogna evitare forzature verso un’azione di acquisto.